# Chiribiș
Chiribiș – wieś w Rumunii, w okręgu Bihor, w gminie Tăuteu. W 2011 roku liczyła 719 mieszkańców.